# The Puppet Master
The Puppet Master (рус. Кукловод) — одиннадцатый концептуальный полноформатный студийный альбом группы King Diamond, выпущенный в 2003 году лейблом Massacre Records. Лимитированное издание релиза содержало также бонусный DVD-диск, на котором King Diamond рассказывал историю, лёгшую в основу лирической концепции альбома.

## Запись альбома
Запись альбома длилась очень продолжительное время. Запись альбома (гитары, клавишные и сведение) проходила дома у King Diamond, после того как владелец студии звукозаписи Энди Ла Рок (он же сыграл на гитаре и исполнил некоторые клавишные партии) собрал своё самое лучшее студийное оборудование и прислал музыканту на дом в Даллас (студия же звукозаписи располагается в Швеции). Ударные записывались в студии Nomad, там же проходила запись женского вокала. Помощь в записи как женского, так и мужского вокала осуществлялась со стороны звукорежиссёра Джей Ти Лонгории.
Гитарные партии на альбоме были исполнены Энди ЛяРоком на гитаре, принадлежащей King Diamond и созданной специально для него по заказу.

## Лирическая концепция
Первые идеи лирической концепции альбома зародились у King Diamond во время турне Mercyful Fate, проходящем вместе с Metallica. И когда группа выступала в Будапеште, на воскресенье у участников группы выпал свободный день, в ходе которого они посетили старую часть города. В процессе осмотра этой части города в одной из узких улочек King Diamond наткнулся на дом, на котором висела вывеска Национальный кукольный театр. Хоть в помещение театра ему попасть не удалось, подобный факт странного расположения помещения для проведения кукольных представлений вызвал в душе у музыканта определённый отклик. При дальнейшем следовании по улочке ему встретились магазины, в которых продавались эти самые куклы для представлений, причём сами магазины не работали. В дальнейшем, по пришествии в гостиницу, King Diamond записал свои впечатления, которые и легли в основу будущей концепции альбома.

## Особенности музыкальных композиций
Некоторые композиции альбома содержат в себе определённые особенности звучания, а также множество специальных стереоэффектов. Так на третьей минуте композиции The Ritual можно слышать следующий говоримый King Diamond текст:How Dare You Disturb My Work. Затем эта же фраза повторяется уже задом наперёд, а из обеих колонок звучит слово Blood.

### Женский вокал
В отличие от предыдущих альбомов на данном релизе можно слышать женский вокал, исполненный корреспондентом венгерского варианта журнала Metal Hammer Ливией Зита. Знакомство King Diamond и Ливии произошло во время интервью, которая последняя брала по поводу выхода альбома Abigail II: The Revenge. Ливия сказала, что также может петь и спросила не хочет ли King Diamond послушать её вокал в записи. Музыканту, а также остальным участникам группы вокал понравился и, после того как King Diamond прорабатывал лирическую концепцию альбома и понял, что необходимо озвучивание такого персонажа как Виктория, пригласил её для записи. Впоследствии Ливия также участвовала и в американском турне группы, исполняя свои партии вокала.

## Критика

### Мнение музыкантов
По словам самого King Diamond данный альбом является одним из тех редких случаев, когда музыкант не хочет менять на своём готовом альбоме ни одной ноты, а в самой музыке альбома нашли своё отражение все задуманные музыкантами идеи. В продолжение этого музыкант говорит, что все песни альбома наполнены энергией, а некоторые и вовсе крайне агрессивны. В целом King Diamond говорит, что альбом является самым убойным за всю историю существования группы.

## Список композиций
| №   | Название                                  | Автор(ы)                   | Длительность |
| --- | ----------------------------------------- | -------------------------- | ------------ |
| 1.  | «Midnight»                                | Кинг Даймонд               | 1:55         |
| 2.  | «The Puppet Master»                       | Кинг Даймонд               | 4:41         |
| 3.  | «Magic»                                   | Кинг Даймонд, Энди Ла Рок  | 4:57         |
| 4.  | «Emerencia»                               | Кинг Даймонд               | 5:19         |
| 5.  | «Blue Eyes»                               | Кинг Даймонд               | 4:24         |
| 6.  | «The Ritual»                              | Кинг Даймонд, Энди Ла Рок  | 5:02         |
| 7.  | «No More Me»                              | Мэтт Томпсон, Кинг Даймонд | 3:16         |
| 8.  | «Blood to Walk»                           | Кинг Даймонд               | 5:32         |
| 9.  | «Darkness»                                | Кинг Даймонд, Энди Ла Рок  | 4:37         |
| 10. | «So Sad» (Ghost's Song)                   | Кинг Даймонд               | 4:38         |
| 11. | «Christmas»                               | Кинг Даймонд               | 5:18         |
| 12. | «Living Dead» («Outro music» by LaRocque) | Кинг Даймонд               | 6:04         |

## Участники записи
- King Diamond — вокал, клавишные
- Энди Ла Рок — гитара, клавишные
- Майк Веад — гитара
- Хал Патино — бас
- Мэтт Томпсон — ударные
- Ливиа Зита — гостевой женский вокал